# 缪希雍
缪希雍（?—?），字仲醇，自称泌园叟，常熟人。
父缪尚志為閹黨所害，幼年孤苦。与东林诸君友善。十七岁患疟疾，自阅医书，得方治愈。精医术，师事司马大复，能治怪病，行医以“生死人，攘臂自决，不索谢”。曾关心过汤显祖的病。晚年移家金坛，享年八十多歲而卒。缪希雍墓在虞山北麓。著有《先醒斋广笔记》四卷、《神农本草经疏》三十卷、《书箧图解》一卷等。後人輯有《先醒斋广笔记》行世。

## 延伸阅读
[在维基数据编辑]
 《明史卷二百九十九》，出自《明史》